# Бауері
Бауері (англ. Bowery) — вулиця та нейборгуд у Нижньому Мангеттені в Нью-Йорку, США. Вулиця проходить від Чатем-сквер на Парк-роу, Ворт-стріт і Мотт-стріт на півдні до Купер-сквер на півночі 4-ї вулиці. Однойменний район тягнеться приблизно від Бауері на схід до Аллен-стріт і Першої авеню, а також від Канал-стріт на північ до Купер-сквер/схід-Фурт-стріт. Околиці приблизно збігаються з Маленькою Австралією. На півдні розташований Чайна-таун, на сході — Нижній Іст-Сайд і Іст-Вілледж, а на заході — Маленька Італія та Нохо. Історично він вважався частиною Нижнього Іст-Сайду Мангеттена.
У 17 столітті дорога відгалужувалася від Бродвею на північ від форту Амстердам на кінці Мангеттена до садиби Пітера Стаувесанта, генерального директора New Netherland. До 1807 року вулиця була відома як Бауері Лейн. «Bowery» — це англізація голландського bouwerie, що походить від застарілого голландського слова «ферма». У 17 столітті на цій території було багато великих ферм.

## Історія

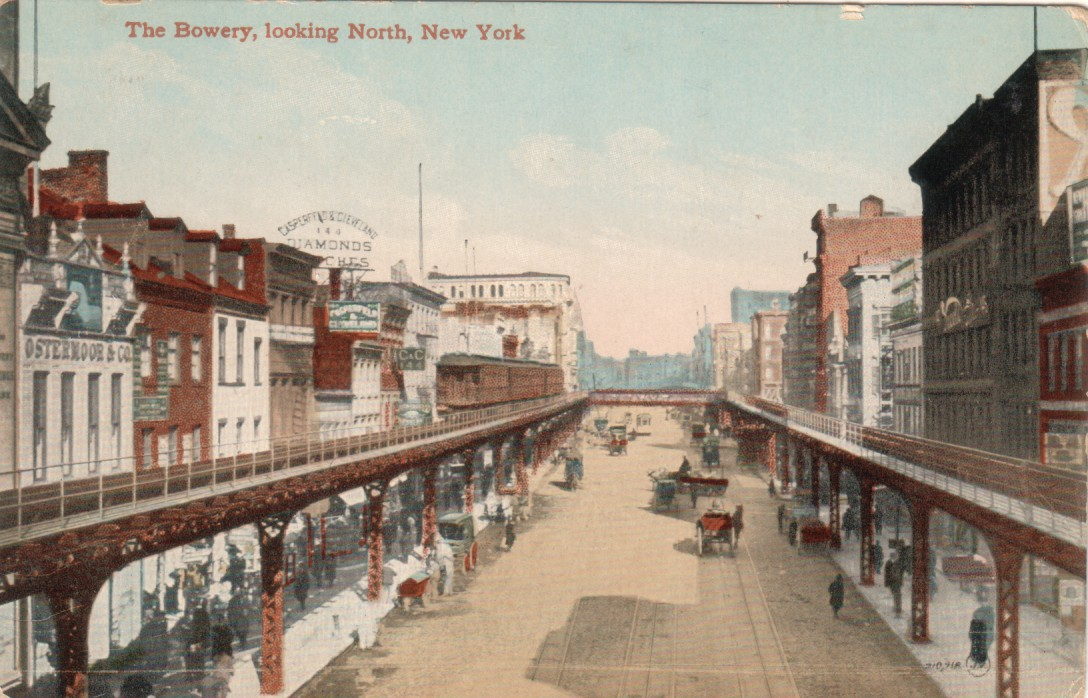
Бауері вид на північ від Гранд-стріт, колишні колії лінії Третьої авеню 1910 рік

Бауері є найстарішою магістраллю на острові Манхеттен, яка передувала європейській інтервенції як пішохідна доріжка Ленапе, яка охоплювала приблизно всю довжину острова, з півночі на південь. Коли голландці заселили острів Мангеттен, вони назвали дорогу Баувері-роуд — «баувері» (або пізніше «боуверій») — давнє голландське слово для «ферми» — оскільки вона з’єднувала сільськогосподарські угіддя та маєтки на околицях із серцем місто в сучасному районі Волл-стріт/Беттері-парк.